# Euclimacia superba
Euclimacia superba is een insect uit de familie van de Mantispidae, die tot de orde netvleugeligen (Neuroptera) behoort. 
Euclimacia superba is voor het eerst wetenschappelijk beschreven door Lambkin in 1987.